# Головний суперінтендант
Головний супеінтендант (англ. Chief superintendent, італ. Sovrintendente capo, порт. Superintendente-chefe) — це звання у поліції Великої Британії, а також держав, які використовують британську систему побудови поліції (Австралія, Нова Зеландія, та інші), а також в деяких інших державах (Італія, Португалія).
Якщо порівнювати звання головного суперінтенданта з військовими званнями то його аналогом буде полковник (Австралія, Канада, Ірландія) чи підполковник (Велика Британія).

## Знаки розрізнення головного суперінтенданту

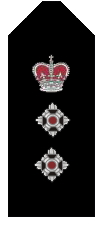
Поліція Південноафриканської республіки
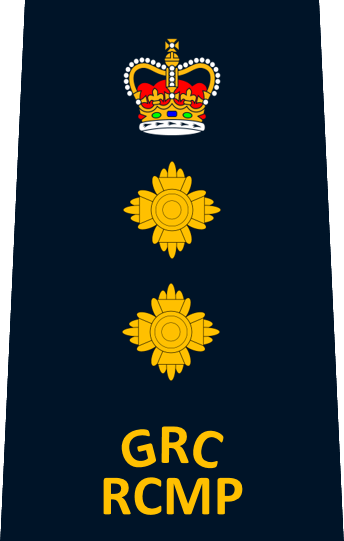
Канадська королівська кінна поліція
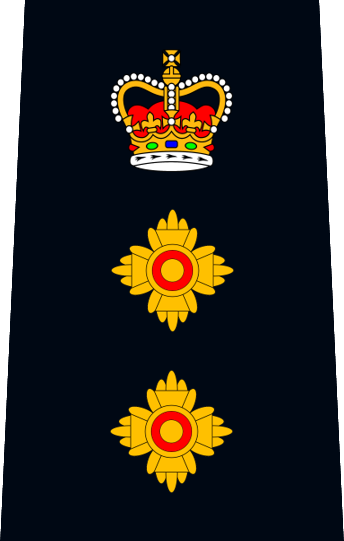
Провінційна поліція Онтаріо (Канада)
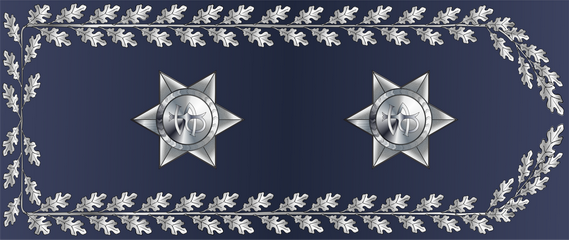
Поліція державної безпеки Португалії
Поліція Велика Британія
Чеширське спеціальне констебльство Велика Британія
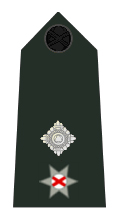
Поліція Північної Ірландії (Велика Британія)
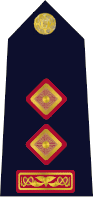
Поліція Ірландії

## Головні суперінтенданти за країною

### Велика Британія

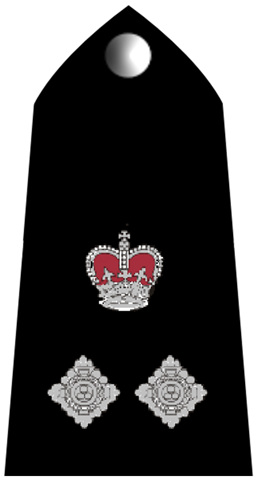
Знаки розрізнення головного суперінтенданта поліції Великої Британії в 1946—1974 роках

У британській поліції головний суперінтендант (C/Supt), звання начальницького складу поліції вище за рангом ніж суперінтенданти, та нижче ніж помічник головного констебля (або командуючого у столичній поліції Лондона та поліції Лондонського Сіті).
Звання головного суперінтенданта вперше було введено в столичну поліцію в 1949 році, коли суперінтенданти були переведені на нове звання, і з тих пір це звання було прийнято у всіх британських поліцейських силах.
Звання головного суперінтенданта було скасовано 1 квітня 1995 року, хоча офіцери, які мали це звання, продовжувати його використовувати. Головний офіс офіційно відновив звання головного суперінтенданта 1 січня 2002 року.

#### Знаки розрізнення
Знаками розрізнення головного суперінтенданту є одна зірка Лазні нижче корони. Такі знаки розрізнення використовують британські армійські підполковник. Головні суперінтенданти столичної поліції носили корону над двома зірками до скасування звання суперінтенданта I класу в 1974 році, після чого вони перейшли до знаків знаків розрізнення, які вже носили головні суперінтенданти в інших містах країни.

### Австралія
В Австралії головний суперінтендант старше звання від суперінтенданта в усіх австралійських поліцейських силах, крім поліції штату Західна Австралія, де використовується звання помічник комісара замість головного суперінтенданта. Головний суперінтендант молодший за званням від командора (поліція штату Вікторія, поліція Південної Австралії) та звання помічник комісара (поліція Нового Південного Уельсу, поліція Квінсленду).
Головні суперінтенданти носять знаки корони над двома зірками Лазні (або у випадку з поліцією Нового Південного Уельсу, вінцем над двома зірками) так само, як полковники австралійської та британської армій.

### Канада
У Королівській канадській кінній поліції та поліції провінції Онтаріо головний суперінтендант носить дві зірки Лазні (або палички) під короною, що еквівалентно полковнику канадської та британської армій. У КККП цей ранг розташовується між рангами суперінтендант та помічник комісара. Звання ППО — між суперінтендантом та заступником комісара чи командувачем провінцією.

### Гонконг
У поліції Гонконгу головний суперінтендант поліції (CSP) займає посаду між старшим суперінтендантом поліції (SSP) та помічником комісара поліції (ACP). Головний суперінтендант зазвичай є командиром округу або командиром відділення чи бюро. Комендант поліцейського тактичного підрозділу також старший суперінтендант.

### Ірландія
У національній поліція Ірландії, звання головний суперінтендант знаходиться між суперінтендантом і помічником комісара . Головні суперінтенданти, як правило, командують підрозділами, в той час як головні суперінтенданти-детективи очолюють різні слідчі відділення. Знаки розрізнення головного суперінтенданта — дві червоно-золотих зірки над червоно-золотою смугою.

### Португалія
Головний суперінтендант — найвищий офіцерський чин у Поліція громадської безпеки Португалії. Він старший за суперінтенданта поліції, приблизно еквівалентний генералу у збройних силах.
Головні суперінтенданти можуть бути національними директорами, заступниками національних директорів, генеральними інспекторами поліції та начальницького складу старших поліцейських командувань.
Знаки розрізнення головного суперінтенданту розміщуються на темно-синіх погонах, облямованих срібними листям дуба, та двома поліцейськими зірками (шестипроменева срібна зірка із монограмою «SP» у центрі). Якщо вони виконують роль національного директора чи заступника національного директора / генерального інспектора, то головні суперінтенданти використовують замість цих знаків розрізнення інші, чотири чи три зірки на погоні.